# Carlos (Sänger)

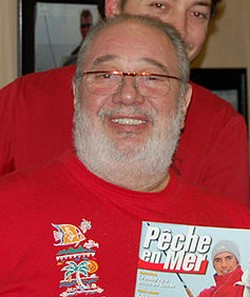
Carlos, 2007

Carlos (* 20. Februar 1943 in Paris als Yvan-Chrysostome Dolto; † 17. Januar 2008 in Clichy) war ein französischer Sänger und Varietékünstler.

## Leben
Carlos war der Sohn der Psychoanalytikerin Françoise Dolto und des Psychoanalytikers Boris Dolto
(eigentlich Doltowitsch; Carlos’ Vater war Emigrant aus Russland). La Cantine, Rosalie (eine Coverversion des George Plonquitte Sängerin Typical Combo, eine Gruppe Guadeloupe), Big Bisou, Le Tirelipimpon oder Tout nu, tout bronzé („Ganz nackt, ganz sonnengebräunt“) waren Carlos’ bekannteste Lieder. Er engagierte sich zudem für den ehemaligen französischen Freizeitpark Mirapolis, für den er mehrere Soundtracks aufnahm, darunter die Lieder Dame Tartine, Gargantua und Bienvenue a Mirapolis. Er war mit Joe Dassin, Chantal Goya, Dave, Eddie Barclay, Jeane Manson, Stéphane Collaro sowie mit Johnny Hallyday befreundet. Nach verschiedenen Zeitungsberichten wurde sein Tod bekannt.

## Einzelbelege
1. ↑  caribbeanmusicnews.com: Décès de George Plonquitte (Memento vom 6. März 2012 im Internet Archive) (französisch)
2. ↑  Olivier Horner: Carlos, pourquoi t’es plus là Dou Dou, dis donc?, Le Temps (18. Januar 2008).
3. ↑  Gilles Renault: Mort du chanteur d’Oasis, Libération (18. Januar 2008)
4. ↑  Bertrand Dicale: Carlos, le bonheur et la gentillesse en plus, Le Figaro (18. Januar 2008).

| Personendaten    | Personendaten          |
| ---------------- | ---------------------- |
| NAME             | Carlos                 |
| ALTERNATIVNAMEN  | Yvan-Chrysostome Dolto |
| KURZBESCHREIBUNG | französischer Sänger   |
| GEBURTSDATUM     | 20. Februar 1943       |
| GEBURTSORT       | Paris                  |
| STERBEDATUM      | 17. Januar 2008        |
| STERBEORT        | Clichy                 |